# Пассионисты
Пассиони́сты, Конгрегация Страстей Иисуса Христа (лат. Congregatio Passionis Jesu Christi, C.P.) — католическая монашеская конгрегация созерцательного направления, основанная в 1720 году святым Павлом Креста.

## История

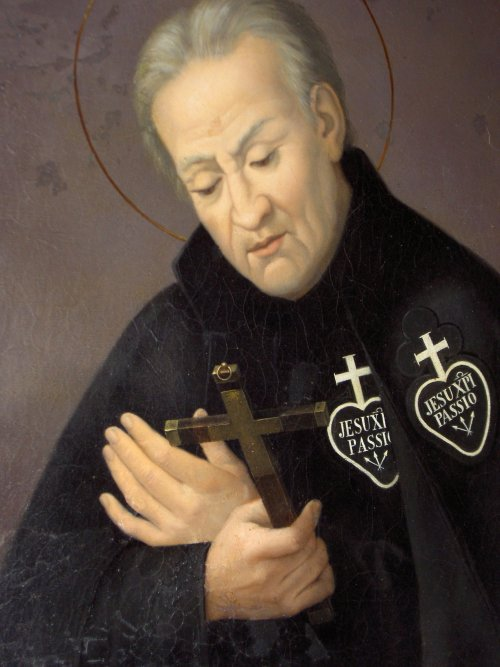
Основатель конгрегации — святой Павел Креста

В 1714 году Паоло Франческо Данеи вступил добровольцем в венецианскую армию, ведшую боевые действия против турок. Через год он понял, что военная служба не является его призванием, он уходит в отставку, сближается с монахами кармелитского ордена и следующие пять лет проводит в постоянной молитве и строгой аскезе.
По преданию в 1720 году ему явилась Дева Мария, которая вручила ему чёрное одеяние с вышитым на нём белым крестом и сказала, что он должен основать новую монашескую конгрегацию, члены которой уделяли бы особое внимание Страстям Господним. Датой основания конгрегации считается 22 ноября 1720 года. В монашестве Паоло Франческо Данеи принял имя Павел Креста. Он написал устав новой общины, основами духовности новой монашеской общины должны были стать бедность и созерцательная жизнь в строгой аскезе с особым почитанием Страстей Христовых. Первым его сподвижником в организации конгрегации стал его собственный брат Иоанн Баттисто.
В 1725 году папа Бенедикт XIII разрешил Павлу Креста принимать новых членов в общину, двумя годами позже благословил его на проповедническую деятельность, после чего члены конгрегации, получившей впоследствии имя пассионисты (от латинского Passio — Страсти), начинали проповедовать, странствуя по всей Италии. Их рвение и строгая аскеза привлекли к ним множество желающих вступить в их новую монашескую общину.
Первый монастырь под руководством Павла Креста был основан 14 сентября 1737 года в Монте-Арджентарио. Через некоторое время Павел Креста был рукоположен в священника и получил право принимать желающих в основанный им монастырь. Павел Креста вёл активную переписку: сохранилось более чем две тысячи его писем, в которых раскрывается его духовная жизнь, проникнутая мистицизмом.

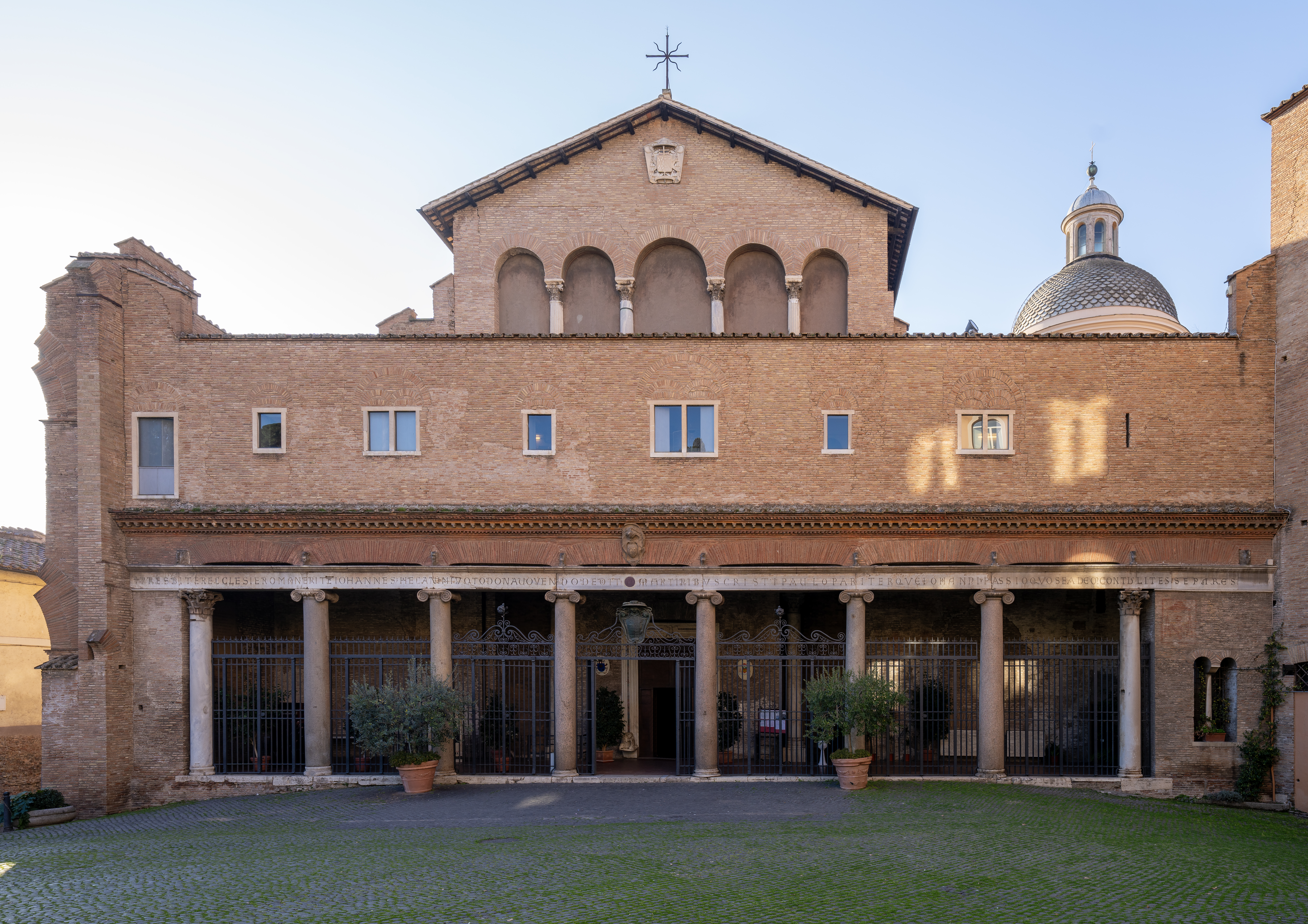
Базилика Санти-Джованни-э-Паоло, главный храм ордена

В 1741 году папа Бенедикт XIII официально утвердил конгрегацию, а 16 ноября 1769 года папа Климент XIV в булле Supremi apostolatus утвердил Устав пассионистов. После утверждения Устава пассионистам была передана древняя римская базилика Санти-Джованни-э-Паоло, которая стала главным храмом ордена. В этой же церкви был похоронен основатель ордена, скончавшийся в 1775 году. К моменту его смерти пассионисты насчитывали 12 монастырей в Италии и 176 монашествующих.
В ходе наполеоновских войн пассионисты были подвергнуты репрессиям, а их монастыри закрыты. В 1814 году конгрегация была восстановлена, после чего она стала быстро развиваться и перешагнула границы Италии. В 1860 году пассионисты владели 26 монастырями в Италии и несколькими обителями в других странах Европы. Важнейший вклад в бурное развитие ордена внесли настоятели Антонио Теста (1839—1862) и блаженный Бернардо Сильвестрелли (1875—1911). В 1867 году был канонизирован основатель ордена, святой Павел Креста. В 1905 году пассионисты насчитывали 1475 монахов.
В XX веке конгрегация продолжала развитие, которое главным образом было достигнуто за счёт миссионерской деятельности за пределами Европы. Монастыри пассионистов появились в Корее, Японии, Китае, на Филиппинах, а также в некоторых странах Африки. В конце XX века основана община пассионистов на Украине (село Смотрич), которая включена в Польскую провинцию ордена.
В 1959 году была подготовлена и утверждена Святым Престолом новая монашеская конституция конгрегации.

## Организация

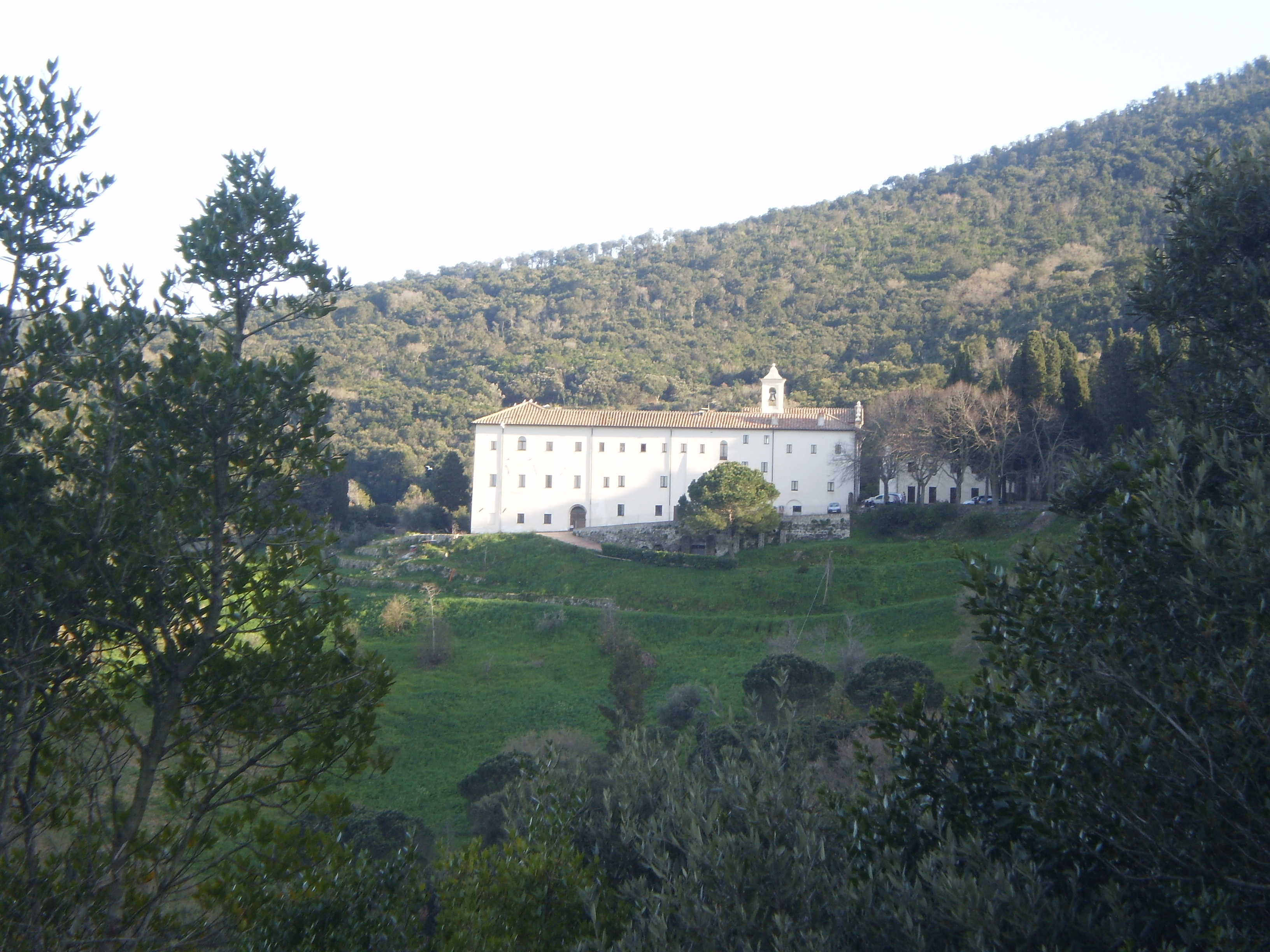
Монастырь Монте-Арджентарио, старейший монастырь пассионистов

По данным на 2014 год орден насчитывал 365 обителей. Общее число монахов — 2 083, из которых 1 598 — священники. На гербе начертано сердце, из которого вырастает крест с надписью «Jesu XPI Passio». Монахи ордена носят чёрное облачение с кожаным поясом и эмблемой ордена на груди. Генеральная курия находится в Риме, главный храм — базилика Санти-Джованни-э-Паоло. Орден возглавляет генеральный настоятель, выборы проходят раз в 6 лет. В настоящее время генеральный настоятель ордена — отец Оттавиано д’Эджидио (Ottaviano D’Egidio).
Территориально все монастыри пассионистов поделены на семь конференций:
- Конференция Италии,
- Конференция Иберийского полуострова,
- Северо-европейская конференция,
- Провинция Успения Богородицы (Польша, Чехия и Украина),
- Конференция Азии,
- Конференция Африки,
- Конференция Америки,

Существует несколько женских конгрегаций, придерживающихся духовности пассионистов (см. Пассионистки).

## Духовность
В центре духовности пассионистов — Евхаристия и Пасхальная тайна. Кроме обычных трёх монашеских обетов — бедности, послушания и целомудрия, пассионисты приносят обет почитать память о Страстях Христовых и содействовать распространению этого почитания среди верующих. Пассионисты ведут молитвенно-созерцательный образ жизни, но не находятся в строгом затворе, ряд священников ордена окормляет приходские общины. Конгрегация также ведёт миссионерскую деятельность в Азии и Африке. Отличительная особенность монашеской жизни конгрегации — еженедельное совершение в пятницу богослужения Крестного пути на протяжении всего года, тогда как обычная практика Католической церкви — совершение этих богослужений только по пятницам Великого поста.

## Пассионистки
Существуют три женские конгрегации, разделяющие пассионистскую духовность:
- Конгрегация пассионисток — основана св. Павлом Креста, утверждена в 1770 году. В 2005 году конгрегация насчитывала 66 обителей и 273 монахини.
- Конгрегация пассионисток св. Павла Креста — основана во Флоренции в 1815 году. Окончательно утверждена Святым Престолом в 1939 году. В 2005 году насчитывала 160 обителей и 1028 монахинь.
- Конгрегация сестёр Страстей Господа нашего Иисуса Христа — основана в Плоцке (Польша) в 1918 году. Утверждена в 1953 году. В 2005 году насчитывала 31 обитель и 231 монахиню.

## Святые и блаженные

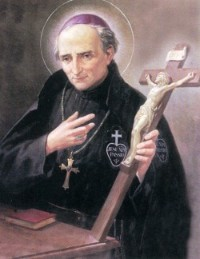
Святой Викентий Мария Страмби

Среди святых и блаженных ордена наиболее известны:
- Павел Креста — канонизирован в 1867 году, основатель ордена.
- Викентий Мария Страмби — первый епископ ордена, канонизирован в 1950 году.
- Габриэль Скорбящей Богоматери — канонизирован в 1920 году.
- Карл Хубен — канонизирован в 2007 году.
- Евгений Босилков — болгарский мученик коммунистического режима, беатифицирован в 1998 году
- Лоренцо Сальви — проповедник, беатифицирован в 1999 году.
- Луиджи Кампиделли — беатифицирован в 1985 году.
- Исидор святого Иосифа — беатифицирован в 1984 году.
- Бернардо Сильвестрелли[англ.] — один из генеральных настоятелей ордена, беатифицирован в 1988 году.
- Доменико Барбери[англ.] — теолог, беатифицирован в 1963 году.